# Урсула фон Залм-Кирбург
Урсула фон Залм-Кирбург (на немски: Ursula von Salm-Kyrburg; * 1515 или ок. 1516; † 24 юли 1601) е вилд- и рейнграфиня от Залм-Кирбург и чрез женитби графиня на Пфалц-Велденц и графиня на графиня на Фалкенщайн и Лимбург.

## Живот
Дъщеря е на вилд- и рейнграф Йохан VII фон Залм-Кирбург (1493 – 1531) и съпругата му графиня Анна фон Изенбург-Бюдинген-Келстербах (ок. 1498/1500 – 1551/1557), дъщеря на граф Филип фон Изенбург-Бюдинген-Ронебург (1467 – 1526) и Амалия фон Ринек (1478 – 1543). Сестра е на Йохан VIII (1522 – 1548), вилд-и Рейнграф в Кирбург-Мьорхинген (1531 – 1548), и Томас (1529 – 1553), вилд – и Рейнграф в Кирбург-Питлинген.
Урсула се омъжва на 28 юни 1537 г. за граф Рупрехт фон Пфалц-Велденц (* 1506; † 26 юли 1544) от фамилията Вителсбахи. След смъртта му Урсула се омъжва втори път на 13 декември 1546 г. за граф Йохан фон Даун-Фалкенщайн, господар на Оберщайн (* ок. 1506; † 13 февруари 1579), син на Вирих V (1473 – 1541) и Ирмгард фон Сайн-Хомбург-Лимбург († 1551).

## Деца
Урсула и Рупрехт имат 3 деца:
- Анна (1540 – 1586), омъжена 1558 г. за маркграф Карл II фон Баден-Дурлах (1529 – 1577)
- Георг Йохан I (1543 – 1592), женен 1563 г. за принцеса Анна Мария Шведска (1545 – 1610).
- Урсула (1543 – 1578), омъжена на 18 декември 1578 г. за граф Вирих VI фон Даун-Фалкенщайн (1539 – 1598)

Урсула и Йохан имат 15 деца:
- Себастиан фон Даун-Фалкенщайн (пр. 1577 – 1619/1628), женен на 19 септември 1579 г. в Лих за Мария Юлиана фон Золмс-Лих (1559 – 1622)
- Емих фон Даун-Фалкенщайн (1563 – 1628), женен I. за Доротея фон Мансфелд-Фридебург (1549 – 1626), II. на 23 декември 1626 г. в Хайденхайм за Анна Амалия фон Ербах (1577 – 1630)
- Амалия фон Даун-Фалкенщайн (1547 – 1608), омъжена I. за Волфганг Филип фон Хоенфелс (пр. 1568 – 1576/1602), II. на 16 февруари 1578 г. за Филип I фон Лайнинген-Вестербург (1527 – 1597)
- Вирих (1548? – 1575)
- Сидония фон Даун-Фалкенщайн (1549 – 1588), омъжена за граф Аксел Стенсон Льовенхаупт фон Разеборг (1554 – 1619)
- Маргарета
- Волфганг
- Анна († сл. 1575)
- Елизабет (1551 – 1551)
- Елизабет (1552 – 1552)
- Фридрих (1556 – 1557)
- Карл Франц (1560 – 1560)
- Йохан Валентин (1562 – 1563)